# Inô (Euripide)
Pour les articles homonymes, voir Ino (homonymie).
Inô (en grec ancien Ἰνώ) est une tragédie composée par Euripide au Ve siècle av. J.-C. Son texte est perdu à l'exception de maigres fragments et d'un résumé par Hygin. La pièce présente plusieurs scènes où des parents ne reconnaissent pas leurs enfants et les tuent.
Elle est jouée pour la première fois à Athènes entre 455 et 425. On la monte encore sous l'Empire romain, notamment à Éphèse. Il est fort possible qu'elle ait été encore jouée au IIIe siècle ap. J.-C. en Égypte.

## Résumé d'Hygin
Athamas in Thessalia rex cum Inonem uxorem, ex qua duos filios . . . . . , perisse putaret, duxit nymphae filiam Themistonem uxorem; ex ea geminos filios procreauit. postea resciit Inonem in Parnaso esse, quam bacchationis causa eo pervenisse; misit qui eam adducerent; quam adductam celavit. resciit Themisto eam inventam esse, sed quae esset nesciebat. coepit velle filios eius necare; rei consciam quam captivam esse credebat ipsam Inonem sumpsit, et ei dixit ut filios suos candidis vestimentis operiret, Inonis filios nigris. Ino suos candidis, Themistonis pullis operuit; tunc Themisto decepta suos filios occidit; id ubi resciit, ipsa se necauit. Athamas autem in venatione per insaniam Learchum maiorem filium suum interfecit; at Ino cum minore filio Melicerte in mare se deiecit et dea est facta.
« Comme Athamas, roi de Thessalie, pensait que sa femme Inô, dont il avait eu deux enfants, avait péri, il épousa Thémisto, la fille d'une nymphe ; il eut deux fils jumeaux avec elle. Ensuite, il se rendit compte qu'Inô était au Parnasse, où elle s’était rendue pour des bacchanales ; il envoya des personnes pour la ramener et il la cacha quand elle fut rapportée. Thémisto se rendit compte qu'elle avait été trouvée, mais elle ne savait pas qui elle était. Elle se mit à vouloir tuer ses fils ; elle en informa Inô  elle-même (elle pensait que c’était une prisonnière), et elle lui dit d'habiller ses enfants de blanc et ceux d'Inô de noir. Inô habilla ses enfants de blanc, ceux de Thémisto de noir ; donc Thémisto, par erreur, tua ses propres fils ; lorsqu'elle s'en rendit compte, elle se suicida. Athamas, de son côté, lors d'une chasse, pris d'un coup de folie, tua Léarque, son fils aîné ; quant à Inô, avec son fils cadet Mélicerte, elle se jeta dans la mer et devint une déesse. »
Smaro Nikolaidou-Arampatzi considère qu'Hygin n'a pas transmis correctement le résumé de la pièce, en étant influencé par la Fable 1, et elle propose que, comme dans le passage de la pièce Médée vv. 1282–89, Inô, prise de folie, tue ses deux fils, avec la complicité de Thémisto, avant de, revenue à la raison, se lamenter sur leur mort. Cette hypothèse a été fortement critiquée par Martin Cropp, mais l’étude de Nikolaidou-Arampatzi a été très favorablement reçue par Jordi Redondo.

## Fragments transmis par la tradition littéraire
Plus d'une vingtaine de fragments de la pièce sont conservés grâce à des citations d'auteurs antiques, mais ils ne permettent pas vraiment de mieux comprendre son intrigue,.

## Fragments conservés par des papyrus d’Égypte
Plusieurs papyrus trouvés en Égypte conservent des lignes de la tragédie.

### P. Oxy 78, 5131
Selon P. J. Finglass, s'appuyant sur le travail des premiers éditeurs, le papyrus du IIIe siècle P. Oxy 78, 5131, trouvé à Oxyrhynchus et conservé à Oxford, contient une vingtaine de vers fragmentaires de la tragédie Inô,. On peut y lire notamment quelques mots d'Athamas, qui pleure la mort de son fils. Le fragment se situerait donc après la mort de Learchus. Il est possible qu'il contienne aussi des lamentations d'Inô sur son décès. Comme le papyrus contient des annotations de didascalie, il est fort possible que la pièce ait été jouée à Oxyrhynchus au  IIIe siècle, 700 ans environ après sa création.

### Papyrus de Philadelphie
Un papyrus trouvé lors de fouilles archéologiques dans la nécropole de Philadelphie (Fayoum) en 2022 et daté du IIIe siècle, par son contexte archéologique et son style d’écriture, contient les restes de 37 vers de la tragédie Inô ainsi qu'un extrait de Polyidos, également d'Euripide. L'extrait conservé montre Ino se pavoiser après la défaite de Themisto. Le papyrus est présenté à la communauté scientifique en septembre 2024.
Comme le texte du papyrus contient des noms décomposés en leurs syllabes, il est possible que ce soit un extrait de manuel de lecture pour débutants,.

## Illustrations antiques
Le manuscrit Marciana, Cod. gr. 479, conservé dans la bibliothèque de Saint-Marc de Venise, daté du XIe siècle, contient le texte illustré des Cynegetica du Pseudo-Oppien. Les illustrations remontent pour la plupart sans doute au IIIe siècle ; certaines d'entre elles semblent indépendantes dans leur rapport avec le texte d'Oppien. En particulier, une miniature illustrant la jalousie accompagne le passage III 237 s. des Cynegetica dans lequel sont cités Athamas et Thémisto.

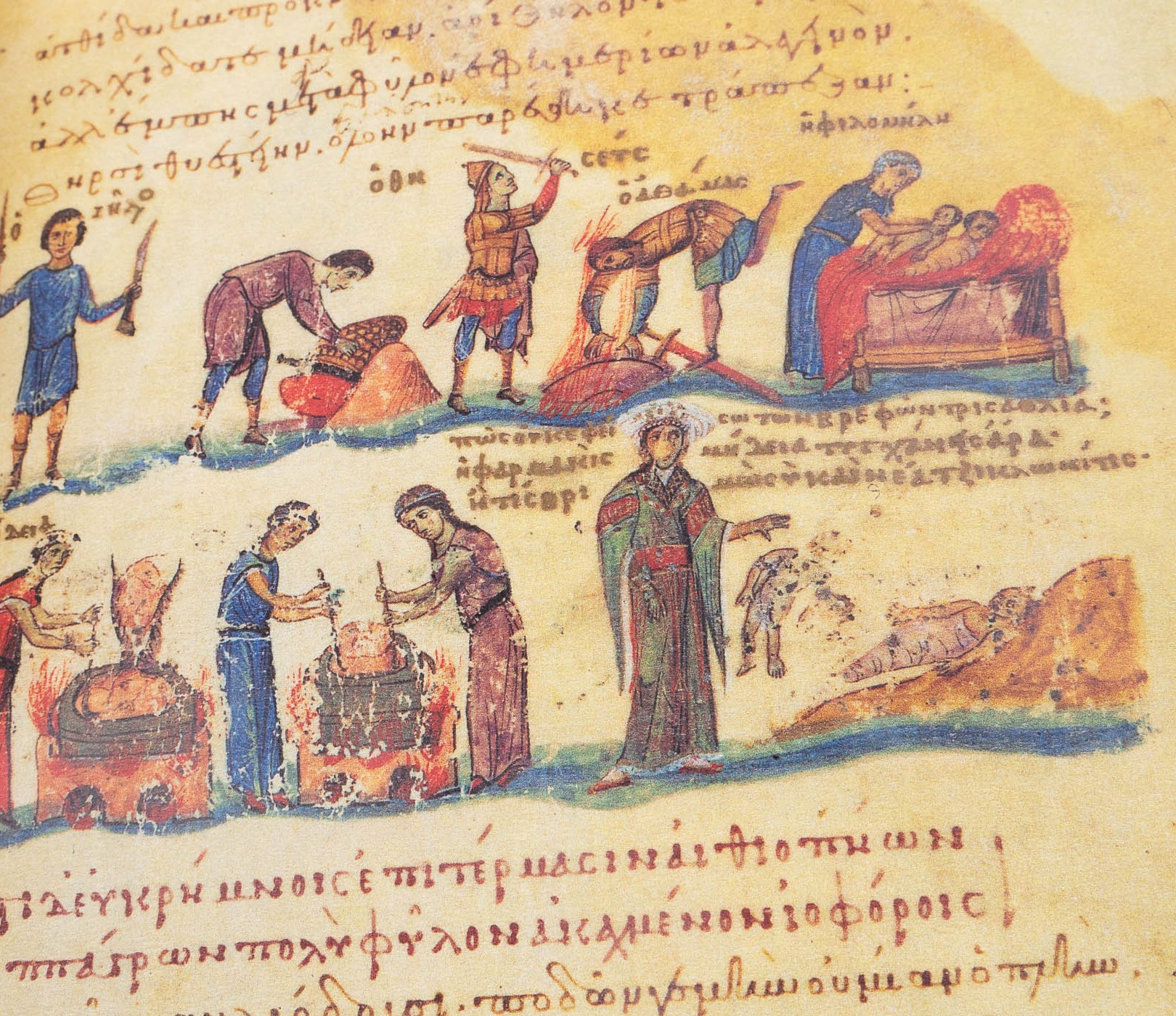
Illustration du manuscrit Marciana grec 479 : la jalousie. Les deux illustrations en haut à droit sont sans doute copiées d'une version illustrée du texte d'Euripide.

L'illustration du meurtre de Léarque par Athamas remonte sans doute à un modèle classique. Elle est suivie d'une illustration du meurtre de ses deux fils par Thémisto, que le copiste a mal légendée. Il est probable que la source de ces illustrations soit un texte illustré d'Euripide.

## Éditions modernes
- Euripides: Fragments éd. par Christopher Collard et Martin Cropp (Cambridge [Mass.]: Harvard University Press, 2008) vol. 1 pp. 438-459 (Loeb Classical Library)
- Smaro Nikolaidou-Arampatzi, Euripides' Ino: commentary, reconstruction, text, and translation (Hellenic studies 90) (Washington, D.C: Center for Hellenic Studies, 2022). Pp. xii, 106.  (ISBN 9780674272552)